# Fraser Aird
Fraser Aird (Toronto, Ontario, Canadá, 2 de febrero de 1995) es un futbolista canadiense. Juega de defensa y su equipo es el Cavalry F. C. de la Canadian Premier League.

## Inicios y vida privada
Aird ha sido hincha de su club actual, el Rangers, desde temprana edad debido a que sus padres son emigraron de Escocia a Canadá en 1987 y eran hinchas de dicho club en su país natal.

## Trayectoria

### Rangers FC
Aird fichó como juvenil por el Rangers cuando tenía dieciséis años. Luego de pasar un año con el club, subió de categoría, pasando por los equipos sub-17 y sub-19 del club, hasta finalmente hacer su debut profesional con el primer equipo en la victoria 4-1 sobre el  Montrose en la Tercera División de Escocia el 23 de septiembre de 2012. Aird fue listado de manera incorrecta como guardamente por muchos medios durante un partido frente a Elgin City en diciembre de 2012 cuando en realidad el portero era Neil Alexander. Anotó su primer gol para el club frente a Queens Park en Hampden el 29 de diciembre de 2012.
En su primer partido competitivo de la temporada 2013-14 anotó el primer gol para el Rangers luego de ingresar en el segundo tiempo frente al Forfar Athletic por la Copa de la Liga. Eñ Rangers terminaría perdiendo ese partido 2-1. El 3 de mayo de 2014, el Rangers hizo historia al terminar toda una temporada invictos por primera vez en 115 años luego de empatar 1-1 con el Dunfermline y ganar así el título de la Tercera División.

### Vancouver Whitecaps
El 29 de enero de 2015, Aird fue enviado a préstamo al Vancouver Whitecaps FC de la Major League Soccer por la totalidad de la temporada 2015 de esa liga.

## Selección nacional
Aird fue parte de un campamento sub-15 de Canadá en 2010 y jugó en un amistoso frente a los Estados Unidos ese mismo año. Luego de mudarse a Escocia, el país de origen de sus padres, Aird hizo su debut para la selección de ese país al nivel de sub-17 en un torneo amistoso internacional en agosto de 2011. En 2012, hizo su debut en una competición oficial de la UEFA con Escocia, jugando en torneo clasificatorio para la Eurocopa Sub-17 frente a Macedonia. En su último partido sub-17, anotó un gol frente a Dinamarca.
Aird fue incluido en la lista preliminar de jugadores de Canadá con miras a la Copa de Oro 2013, pero terminó rechazando el llamado una vez publicada la lista final y meses después representaría a la selección sub-19 de Escocia. Aird jugó dos partidos amistosos con esta selección juvenil, anotando un gol en la victoria 4–2 sobre Suiza.
En abril de 2014 se anunció que Aird estaba listo para compremeter su futuro internacional con Canadá y unirse a la selección mayor con miras a partidos amistosos frente a Bulgaria y Moldavia en Austria el mes siguiente, pero el jugador negó estas afirmaciones indicando a través de su cuenta de Twitter que aún no había decidido a que selección representaría. En mayo de 2014 Aird participó de un campamento de entrenamiento en Florida selección sub-20 de Canadá con miras al Campeonato Sub-20 de la Concacaf de 2015, el cual sirvió de clasificación para la Copa Mundial de Fútbol Sub-20 de 2015.
El 28 de septiembre de 2015 el Rangers anunció en su página oficial que Aird había sido convocado por Canadá para un partido amistoso en octubre frente a Ghana. Aird jugó su primer partido internacional ingresando en el segundo tiempo en reemplazo de Karl Ouimette en lo que finalmente sería un empate 1-1 el 13 de octubre de 2015.

## Clubes
| Club                         | País    | Año       |
| ---------------------------- | ------- | --------- |
| Rangers F. C.                | Escocia | 2012-2017 |
| Vancouver Whitecaps (cedido) | Canadá  | 2016      |
| Falkirk F. C.                | Escocia | 2017      |
| Dunfermline Athletic F. C.   | Escocia | 2017-2018 |
| Dundee United F. C.          | Escocia | 2018-2019 |
| Queen of the South (cedido)  | Escocia | 2018-2019 |
| Cove Rangers F. C.           | Escocia | 2019      |
| Valour F. C.                 | Canadá  | 2020      |
| F. C. Edmonton               | Canadá  | 2021      |
| Cavalry F. C.                | Canadá  | 2022-     |